# ISO 3166-2:NE
ISO 3166-2:NE is een ISO-standaard met betrekking tot de zogenaamde geocodes. Het is een subset van de ISO 3166-2 tabel, die specifiek betrekking heeft op Niger.
De gegevens werden tot op 3 november 2014 geüpdatet op het ISO Online Browsing Platform (OBP). Hier worden 1 stedelijke gemeenschap - urban community (en) / communauté urbaine (fr) – en 7 regio’s -  region (en) / région (fr) - gedefinieerd.
Volgens de eerste set, ISO 3166-1, staat NE voor Niger, het tweede gedeelte is een eencijferig nummer.

## Codes
| Code | Naam      | Categorie              |
| ---- | --------- | ---------------------- |
| NE-1 | Agadez    | regio                  |
| NE-2 | Diffa     | regio                  |
| NE-3 | Dosso     | regio                  |
| NE-4 | Maradi    | regio                  |
| NE-8 | Niamey    | stedelijke gemeenschap |
| NE-5 | Tahoua    | regio                  |
| NE-6 | Tillabéri | regio                  |
| NE-7 | Zinder    | regio                  |